# Spice and Wolf
Spice and Wolf (狼と香辛料?, Ōkami to kōshinryō, lett. "Un lupo e delle spezie") è una serie di light novel giapponese scritta da Isuna Hasekura e illustrata da Jū Ayakura, pubblicata da ASCII Media Works sotto l'etichetta Dengeki Bunko. Tale serie è ambientata in un medioevo immaginario e narra la storia del mercante Lawrence Kraft che accetta di riportare al proprio luogo natale una divinità-lupo, Holo, ricevendo in cambio il suo aiuto divino. L'opera è stata definita una "fantasia unica" dal Mainichi Shimbun poiché ha sviluppato in un'ambientazione fantasy una trama sull'economia e sul commercio evitando molte caratteristiche tipiche del genere fantasy, come la magia o la lotta fra il bene e il male, diventando un sui generis.
Sempre il Mainichi Shimbun riportò che ad agosto 2007, più di 500 000 copie del romanzo erano state vendute. Dai romanzi sono stati tratti un manga, due serie TV anime e due OAV mentre ASCII Media Works ha prodotto due visual novel. Solo il manga è edito in lingua italiana da Panini Comics, mentre in lingua inglese Yen Press ha pubblicato sia le light novel sia il manga per il mercato nordamericano.
Una light novel intitolata Spice and Wolf New Theory: Parchment and Wolf (新説 狼と香辛料 狼と羊皮紙?, Shinsetsu ōkami to kōshinryō: ōkami to yōhishi), sequel della storia principale, è stata pubblicata a partire dal settembre 2016. Dalla serie è stato tratto un manga omonimo, pubblicato dal dicembre 2019. L'edizione italiana del manga è stata annunciata da Planet Manga durante il Lucca Comics del 2020.

## Trama

Lawrence sulla destra e Holo al centro contrattano la vendita di alcune pelli nell'anime

Spice and Wolf è ambientato in un continente ispirato all'Europa nel tardo Medioevo. La popolazione di un piccolo paese, Pasloe, in un tempo non precisato, strinse un patto con un dio lupo per evitare periodi di magra e garantirsi buoni raccolti. Durante la preparazione della festa in onore del lupo, un giovane mercante di nome Lawrence scopre, nascosta fra le pelli contenute nel suo carro, una ragazza nuda addormentata, con le orecchie e la coda di un lupo. La giovane si presenta come Holo - nome della divinità lupo - e chiede al ragazzo di riportarla a nord dove è nata. Lawrence, inizialmente scettico, chiede alla ragazza di dimostrargli che è veramente Holo la Dea lupo. La dea decide quindi di trasformarsi, assumendo le sembianze di un enorme lupo; Lawrence rimane basito e terrorizzato. Dopo alcune piccoli avvenimenti al villaggio di Pasloe, Lawrence accetta di portare con sé Holo.
La dea lupo, durante il viaggio, mostra un'enorme esperienza nel commercio tanto da sorprendere l'esperto mercante Lawrence. Holo e Lawrence vengono presi di mira dalla Chiesa che non mostra nessuna tolleranza per i pagani, che venerano le divinità come Holo. I due proseguono il loro viaggio affrontando varie difficoltà di carattere economico-commerciale o culturale-religioso e affrontano varie avventure legate agli interessi economici di Lawrence come la speculazione sul valore al cambio delle monete e una bolla speculativa sul valore della pirite. Gradualmente la personalità di Holo emerge: è una dea dalla grande forza, ma anche dal fragile cuore. Tra Holo e Lawrence s'instaura un rapporto profondo, mentre i due si avvicinano al luogo natale di Holo.
Alla fine del viaggio, una volta raggiunto Yoitsu, Holo, presa coscienza del fatto che la sua specie si è ormai estinta, trascorre molti anni assieme a Lawrence; insieme aprono una stazione termale, chiamata appunto Spice and Wolf, e Holo dà anche a Lawrence una figlia, Myuri, dotata degli stessi poteri della madre. Tuttavia la loro unione non sarà destinata ad avere un lieto fine, poiché Holo, essendo una creatura sovrannaturale, è dotata di una vita molto più lunga di quella di Lawrence, la cui sorte sarà di invecchiare e morire quando la sua amata risulterà invece ancora giovane e florida. Benché Holo si dica pronta ad essergli fedele per tutta la vita, Lawrence la supplicherà di trovare qualcun altro da amare dopo che lui se ne sarà andato, in modo da non saperla costretta a trascorrere il resto della sua esistenza in tristezza e solitudine.

## Personaggi
Lawrence Kraft (クラフト・ロレンス?, Kurafuto Rorensu)
Doppiato da: Jun Fukuyama
Protagonista maschile della serie, è un mercante itinerante di 25 anni.
Holo (ホロ?, Horo)
Doppiata da: Ami Koshimizu
Protagonista femminile, è la divinità-lupo che per secoli ha vegliato sul villaggio di Pasloe, garantendo un buon raccolto. Si unisce a Lawrence usando il grano da lui acquisito al villaggio per scappare, con l'intento di tornare alla sua terra natale. Da umana, il suo aspetto è quello di una giovane donna dai capelli castani e il fisico slanciato, con orecchie e coda da lupo. Può assumere la sua forma originaria da lupo mangiando del grano o bevendo del sangue fresco. A volte, si riferisce a se stessa con l'appellativo "Holo Saggio Lupo di Yoitsu" (ヨイツの賢狼?, Yoitsu no Kenrō, Wise Wolf of Yoitsu). Ha una fissazione per le mele.
Yarei (ヤレイ?)
Doppiata da: Tomokazu Sugita (Merchant Meets the Wise Wolf)
Abitante del villaggio di Pasloe e conoscenza di lunga data di Lawrence. Incontra il mercante e Holo quando cattura quest'ultima nella città di Pazzio per conto della compagnia commerciale Medio e della Chiesa. Nell'anime è sostituito dal personaggio di Chloe.
Nora Alent (ノーラ・アレント?, Nōra Arento)
Doppiata da: Mai Nakahara
Giovane pastorella della città di Ruvinheigen. È sempre seguita da Enech (エネク?, Eneku), un cane da pastore fedele alla ragazza.
Jacob Tarantino (ヤコブ・タランティーノ?, Yakobu Tarantīno)
Doppiato da: Shinpachi Tsuji
Direttore della Corporazione Commerciale Roen (ローエン商業組合?, Rōen Shōgyō Kumiai), considera Lawrence e gli altri mercanti come suoi figli.

## Media

### Light novel
Il primo volume delle light novel è stato pubblicato in data 10 febbraio 2006 mentre l'ultimo in data 7 gennaio 2023. In un primo annuncio i volumi totali della serie dovevano essere solo 16 ma poi ne è stato pubblicato un 17° dal titolo "Epilogue" ambientato 5 anni dopo gli eventi raccontati nel 16° volume.
| Nº | Data di prima pubblicazione | Data di prima pubblicazione | Data di prima pubblicazione |
| Nº | Giapponese                  | Giapponese                  |                             |
| -- | --------------------------- | --------------------------- | --------------------------- |
| 1  | 10 febbraio 2006            | ISBN 978-4-8402-3302-6      |                             |
| 2  | 10 giugno 2006              | ISBN 978-4-8402-3451-1      |                             |
| 3  | 10 ottobre 2006             | ISBN 978-4-8402-3588-4      |                             |
| 4  | 10 febbraio 2007            | ISBN 978-4-8402-3723-9      |                             |
| 5  | 10 agosto 2007              | ISBN 978-4-8402-3933-2      |                             |
| 6  | 10 dicembre 2007            | ISBN 978-4-8402-4114-4      |                             |
| 7  | 10 febbraio 2008            | ISBN 978-4-8402-4169-4      |                             |
| 8  | 10 maggio 2008              | ISBN 978-4-0486-7068-5      |                             |
| 9  | 10 settembre 2008           | ISBN 978-4-0486-7210-8      |                             |
| 10 | 10 febbraio 2009            | ISBN 978-4-0486-7522-2      |                             |
| 11 | 10 maggio 2009              | ISBN 978-4-0486-7809-4      |                             |
| 12 | 10 agosto 2009              | ISBN 978-4-0486-7933-6      |                             |
| 13 | 10 novembre 2009            | ISBN 978-4-0486-8140-7      |                             |
| 14 | 10 febbraio 2010            | ISBN 978-4-0486-8326-5      |                             |
| 15 | 10 settembre 2010           | ISBN 978-4-0486-8829-1      |                             |
| 16 | 10 febbraio 2011            | ISBN 978-4-0487-0265-2      |                             |
| 17 | 10 luglio 2011              | ISBN 978-4-0487-0685-8      |                             |
| 18 | 10 settembre 2016           | ISBN 978-4-04-892355-2      |                             |
| 19 | 10 maggio 2017              | ISBN 978-4-04-892891-5      |                             |
| 20 | 10 febbraio 2018            | ISBN 978-4-04-893619-4      |                             |
| 21 | 10 gennaio 2019             | ISBN 978-4-04-912200-8      |                             |
| 22 | 10 dicembre 2019            | ISBN 978-4-04-912904-5      |                             |
| 23 | 10 settembre 2021           | ISBN 978-4-04-913942-6      |                             |
| 24 | 7 gennaio 2023              | ISBN 978-4-04-914819-0      |                             |

### Manga

Copertina del primo volume dell'edizione italiana del manga, raffigurante i protagonisti Lawrence Kraft e Holo

Un adattamento manga illustrato da Keito Kōme ha iniziato la serializzazione dal novembre 2007 sulla rivista seinen, Dengeki Maoh, edita da ASCII Media Works. Il primo volume tankōbon è stato pubblicato il 27 marzo 2008 mentre in Italia la serie è stata pubblicata da Panini Comics sotto l'etichetta Planet Manga dal 12 novembre 2011 al 18 ottobre 2018.
| 1  | 27 marzo 2008             | ISBN 978-4-8402-4254-7 | 12 novembre 2011  | —                      |
| 1  | Capitoli - Episodi 1-6    |                        |                   |                        |
| 2  | 27 gennaio 2009           | ISBN 978-4-0486-7559-8 | 17 dicembre 2011  | ISBN 978-88-6589-582-5 |
| 2  | Capitoli - Episodi 7-12   |                        |                   |                        |
| 3  | 27 luglio 2009            | ISBN 978-4-0486-7963-3 | 14 gennaio 2012   | ISBN 978-88-6589-677-8 |
| 3  | Capitoli - Episodi 13-18  |                        |                   |                        |
| 4  | 27 marzo 2010             | ISBN 978-4-0486-8516-0 | 25 febbraio 2012  | ISBN 978-88-6589-727-0 |
| 4  | Capitoli - Episodi 19-24  |                        |                   |                        |
| 5  | 27 ottobre 2010           | ISBN 978-4-0486-8921-2 | 10 marzo 2012     | ISBN 978-88-6589-824-6 |
| 5  | Capitoli - Episodi 25-30  |                        |                   |                        |
| 6  | 4 aprile 2011             | ISBN 978-4-0487-0500-4 | 14 aprile 2012    | ISBN 978-88-6589-866-6 |
| 6  | Capitoli - Episodi 31-35  |                        |                   |                        |
| 7  | 27 febbraio 2012          | ISBN 978-4-0488-6294-3 | 22 settembre 2012 | ISBN 978-88-6304-367-9 |
| 7  | Capitoli - Episodi 36-41  |                        |                   |                        |
| 8  | 27 ottobre 2012           | ISBN 978-4-0489-1051-4 | 7 settembre 2013  | ISBN 978-88-912-5157-2 |
| 8  | Capitoli - Episodi 42-47  |                        |                   |                        |
| 9  | 27 agosto 2013            | ISBN 978-4-048-91839-8 | 5 luglio 2014     | ISBN 978-88-912-5517-4 |
| 9  | Capitoli - Episodi 48-54  |                        |                   |                        |
| 10 | 26 aprile 2014            | ISBN 978-4-048-66488-2 | 15 novembre 2014  | ISBN 978-88-912-5698-0 |
| 10 | Capitoli - Episodi 55-61  |                        |                   |                        |
| 11 | 20 dicembre 2014          | ISBN 978-4-048-69054-6 | 29 agosto 2015    | ISBN 978-88-912-5958-5 |
| 11 | Capitoli - Episodi 62-67  |                        |                   |                        |
| 12 | 27 agosto 2015            | ISBN 978-4-048-65172-1 | 1º dicembre 2016  | ISBN 978-88-912-6222-6 |
| 12 | Capitoli - Episodi 68-74  |                        |                   |                        |
| 13 | 27 febbraio 2016          | ISBN 978-4-048-65725-9 | 12 gennaio 2017   | ISBN 978-88-912-6312-4 |
| 13 | Capitoli - Episodi 75-80  |                        |                   |                        |
| 14 | 27 settembre 2016         | ISBN 978-4-048-92341-5 | 29 giugno 2017    | ISBN 978-88-912-6605-7 |
| 14 | Capitoli - Episodi 81-86  |                        |                   |                        |
| 15 | 27 maggio 2017            | ISBN 978-4-04-892911-0 | 11 novembre 2017  | ISBN 978-88-912-6723-8 |
| 15 | Capitoli - Episodi 87-92  |                        |                   |                        |
| 16 | 27 febbraio 2018          | ISBN 978-4-04-893596-8 | 18 ottobre 2018   | ISBN 978-88-912-8548-5 |
| 16 | Capitoli - Episodi 93-100 |                        |                   |                        |

Sull'ultimo volume, Keito Kōme ha inserito un omaggio all'anime, che dalla seconda stagione si allontana abbastanza dalla storia del manga e della light novel: il personaggio di Dian Rubens, incontrato nei primi episodi della seconda stagione dell'anime e non presente nella storia del manga, compare nelle ultime pagine dell'ultimo volume del manga. Questo personaggio compare comunque nel terzo volume della light novel, sebbene in situazioni diverse dall'anime.

### Anime
Vi sono differenze fra l'anime e la light novel nella prima parte della prima serie: quando i due protagonisti si incontrano, nell'anime Holo si dilegua e lui, ritornato al paese, rifiuta le avance di Cloe (クロエ?, Kuroe), una ragazza molto legata al mercante. Lawrence ritrova Holo lupo nel suo carro e decide di aiutarla a tornare a casa.
La figura di Cloe è inventata nell'anime e sostituisce infatti il personaggio di Yusei (ヤレイ?), contadino del villaggio di Pasloe ed amico di vecchia data di Lawrence. Nel manga, purtroppo, secondo la tradizione del villaggio, gli stranieri che arrivano a Pasloe durante la settimana della celebrazione del raccolto vengono cacciati dal villaggio e così Lawrence, volendo rispettare le tradizioni del villaggio per rimanere in buoni rapporti, decide di allontanarsi senza avere la possibilità di salutare l'amico. Durante la notte in cui Lawrence lascia Pasloe incontra Holo per la prima volta, senza però far ritorno al villaggio. Nella prima serie dell'anime, la storia di Cloe continua; infatti ella entra al servizio di una forma imprecisata di inquisizione della Chiesa, inseguendo Holo e Lawrence, che riescono a sfuggirle.
Un nuovo adattamento anime è stato annunciato il 25 febbraio 2022, come parte del 15º anniversario della serie di romanzi. Successivamente è stato confermato che è una serie televisiva intitolata Spice and Wolf: Merchant Meets the Wise Wolf prodotta da Passione, diretta da Hijiri Sanpei, Takeo Takahashi torna come regista principale, Kevin Penkin compone la colonna sonora e i doppiatori Jun Fukuyama e Ami Koshimizu tornarno a ricoprire i rispettivi ruoli di Lawrence e Holo. La serie è stata trasmessa dal 1º aprile al 23 settembre 2024 su TV Tokyo e altre reti. La prima coppia di sigle è composta da Tabi no yukue (旅のゆくえ? lett. "La destinazione del viaggio") di Hana Hope (apertura) e Andante (アンダンテ?) delle ClariS. La seconda coppia di brani invece presenta Sign di Aimer (apertura) e Ringo to kimi (りんごと君? lett. "Tu e la mela") di NeRiAme. Crunchyroll ha licenziato la serie. La serie è stata rinnovata per una seconda stagione il 23 settembre 2024 dopo il finale della prima.

#### Episodi prima stagione
| Nº      | Titolo italiano (traduzione letterale) Giapponese 「Kanji」 - Rōmaji | In onda          | In onda |
| Nº      | Titolo italiano (traduzione letterale) Giapponese 「Kanji」 - Rōmaji | Giapponese       |         |
| 1       | Il lupo e i vestiti migliori 「狼と一張羅」 - Ōkami to itchōra | 9 gennaio 2008   |         |
| 1       | Kraft Lawrence, un mercante viaggiatore, arriva a Pasloe, un villaggio in cui vige una leggenda che vuole i suoi campi di grano, straordinariamente ricchi e produttivi, protetti dalla benevolenza di una divinità lupo, cui è dedicata la festa per la fine della mietitura che è in procinto di cominciare. Al villaggio, Lawrence si intrattiene per un po' di tempo con Chloe, una ragazza dotata come lui di un grande talento per gli affari, con cui riesce a contrattare l'acquisto di una grande quantità di grano ad un prezzo vantaggioso. Quella notte, però, il mercante si imbatte anche in Holo, una ragazza che afferma di essere ella stessa il dio lupo protettore del villaggio. Inizialmente scettico, Lawrence si rende ben presto conto che la ragazza dice la verità, e che il grano che lui ha appena acquistato è il luogo in cui dimora il suo spirito. I due, dopo alterne vicende, fanno quindi un accordo: Holo userà la sua natura di conoscitrice e manipolatrice dell'animo umano accumulata in secoli di vita per far guadagnare a Lawrence enormi fortune necessarie a realizzare il suo sogno (un negozio tutto suo), e in cambio lui la dovrà riportare nella sua terra natale, Yoitsu, nell'estremo nord. |                  |         |
| 2       | Il lupo e un passato lontano 「狼と遠い過去」 - Ōkami to tōi kako | 16 gennaio 2008  |         |
| 2       | Lawrence e Holo, in cerca di un riparo da un temporale, raggiungono il villaggio di Perentso, dove al termine della conclusione di un redditizio accordo con un mercante del posto vengono avvicinati da un tipo equivoco, Zheren, che propone loro di speculare sull'imminente rialzo di valore di una non meglio precisata valuta d'argento, dicendosi pronto a condividere le informazioni in suo possesso in cambio di una parte dei profitti. Sicuro che si tratti di una truffa, ma desideroso di comprenderne il disegno, Lawrence dà appuntamento a Zheren nella città di Pattsio, dove si ritroveranno per discutere meglio i dettagli dell'affare. Durante il viaggio verso Pattsio, poi, Lawrence e Holo hanno un breve confronto sul difficile rapporto tra lupi ed umani, con Holo che, di fronte alla domanda se abbia mai assalito gli umani per mangiarli, rifiuta di rispondere. |                  |         |
| 3       | Il lupo e il senso degli affari 「狼と商才」 - Ōkami to shōsai | 23 gennaio 2008  |         |
| 3       | Arrivati a Pattsio, Lawrence e Holo si recano presso la compagnia commerciale Milone dove, grazie ad uno stratagemma della stessa Holo, riescono a contrattare la vendita di una fornitura di pellicce di visone ad un prezzo molto più alto del normale, guadagnandosi la stima del caposezione locale, il direttore Richten Marlheit, per la loro evidente abilità di mercanti. Espletato questo compito, i due si rincontrano con Zheren, con Lawrence che, dopo un iniziale scetticismo, accetta invece la proposta del collega mercante reputandola sincera. Zheren rivela che la moneta il cui valore è prossimo a salire è il Trenni d'argento, una delle più diffuse ed usate dai mercanti, ma subito dopo aver concluso l'affare Lawrence e Holo scoprono che la verità è esattamente opposta, e cioè che il Trenni sta per andare incontro ad una decisa svalutazione. |                  |         |
| 4       | Il lupo e il socio indifeso 「狼と無力な相棒」 - Ōkami to muryoku na aibō | 30 gennaio 2008  |         |
| 4       | Lawrence e Holo si rendono conto che la finta voce dell'imminente rivalutazione del Trenni è stata creata dalla compagnia commerciale Medio, cui appartiene anche Zheren. In cerca di un modo per tirarsi fuori da un accordo potenzialmente catastrofico, Lawrence e Holo cercano l'aiuto del direttore Richten, cercando nottetempo di raggiungere la sede della compagnia Milone per sfuggire ai sicari della compagnia Medio, intenzionati a mantenere il segreto sulla loro attività fraudolenta. Holo decide di restare indietro per permettere a Lawrence di mettersi in salvo all'interno dell'edificio della compagnia Milone, ma Richten, informato della situazione, rifiuta di dare aiuto a Lawrence, in quanto non iscritto alla loro gilda. Le cose però si complicano quando un messaggio della compagnia Medio informa entrambi che Holo, il cui segreto è venuto alla luce, è stata catturata, e che nel caso in cui il piano di speculazione sul Trenni dovesse diventare di dominio pubblico sarà venduta alla chiesa, che potrà quindi accusare Lawrence, ma anche la stessa compagnia Milone, di eresia, distruggendoli. |                  |         |
| 5       | Il lupo e il litigio tra innamorati 「狼と痴話喧嘩」 - Ōkami to chiwagenka | 6 febbraio 2008  |         |
| 5       | Per salvare Holo e nel contempo evitare l'accusa di eresia Lawrence suggerisce un piano a Richten: la compagnia Milone batterà sul tempo i rivali accumulando un'enorme quantità di Trenni d'argento da rivendere al regno di Trenni (che sta riconiando e svalutando la propria moneta per far fronte ad una crisi economica interna) in cambio di preziosi accordi commerciali, destinati a diventare merce di scambio con la compagnia Medio per ottenere sia una grossa somma di denaro che l'immunità di Holo. In cambio dei "diritti" su questa idea Lawrence chiede, oltre ad una percentuale sui guadagni, anche l'aiuto della compagnia Milone a togliere Holo dalle mani dei rivali fino alla conclusione dell'accordo, aiuto che Richten gli concede. Il piano prevede che, una volta salvata Holo, entrambi dovranno restare nascosti nelle fogne fino alla fine delle trattative, e subito dopo essersi riuniti Holo rivela a Lawrence che a svelare la sua vera identità alla compagnia Medio è stata Chloe, unitasi alla compagnia in cambio dell'abolizione del dazio sul grano che pende su Pasloe ed intenzionata a disfarsi di Holo per porre fine ad un'era in cui lei e la sua gente dipendevano dalla volontà di un dio per propiziare i propri raccolti. Purtroppo, mentre l'accumulo dei Trenni necessari a finalizzare l'accordo è ancora in corso, la fuga di Holo viene scoperta e la compagnia Medio invia un manipolo di uomini al comando di Chloe nelle fogne per stanarli. |                  |         |
| 6       | Il lupo e il silenzioso addio 「狼と無言の別れ」 - Ōkami to mugon no wakare | 13 febbraio 2008 |         |
| 6       | Lawrence rimane ferito nello scontro con un sicario della compagnia Medio, e dopo una lunga fuga lui e Holo si ritrovano in trappola. Chloe gli propone di salvarsi la vita in cambio della consegna di Holo, ma il mercante rifiuta, e allora Holo, per difendere entrambi, non ha altra scelta che assumere la forma di lupo, liberandosi facilmente di tutti gli aggressori ma risparmiando la vita a Chloe, malgrado il reciproco disprezzo. Lawrence, svenuto, si risveglia alcuni giorni dopo alla compagnia Milone, apprendendo da Richten che l'accordo con la compagnia Medio è andato a buon fine e ricevendo la sua parte di guadagno sotto forma di grani di pepe. Lawrence però è triste, perché convinto che Holo lo abbia abbandonato, ma quando gli viene recapitata una fattura per un carico di mele e costosi abiti da donna si rende conto, non senza una certa dose di felicità, che il loro viaggio insieme è tutt'altro che concluso. |                  |         |
| 7 (OAV) | Il lupo e la coda benedetta 「狼と幸福の尻尾」 - Ōkami to kōfuku no shippo | 30 maggio 2008   |         |
| 7 (OAV) | Prima di lasciare Pattsio, Lawrence propone ad Holo di comprarle un nuovo soprabito in preparazione del viaggio verso Yoitsu. Per farlo si recano da un mercante di bassa categoria, da cui in un primo momento Lawrence acquista merce inutile e di cattiva qualità per poi, finalmente, comprare ad Holo, ad un prezzo fortemente scontato, una mantellina e un cappuccio in grado di nascondere sia la fulva coda lupina che le orecchie a punta in cima alla testa. La tattica messa a punto dal mercante, e impreziosita anche dalla sagace dialettica di Holo, consisteva infatti nel fare una buona impressione sul venditore comprando merce di poco valore a un prezzo maggiorato, in modo da ottenere facilmente uno sconto per un acquisto necessario ma anche molto più dispendioso. In questo modo, a rimetterci è stato il venditore, che ha guadagnato su merce scadente ma ci ha rimesso fortemente su una di prestigio. |                  |         |
| 8       | Il lupo e le bilance accurate 「狼と正しき天秤」 - Ōkami to tadashiki tenbin | 20 febbraio 2008 |         |
| 8       | Alloggiatisi nella locanda del villaggio di Poroson, Lawrence e Holo vengono a conoscenza delle storie circa un misterioso stregone che dimorerebbe nei campi attorno alla città di Ruvenheigen e si dice sia in grado di controllare a piacimento i lupi aizzandoli contro le carovane. Prima di ripartire, Lawrence contatta un mercante appartenente alla compagnia commerciale Latpearon per vendere il pepe ottenuto a Pazzio, ma grazie ad Holo, un attimo prima di concludere l'affare, si accorge che il venditore ha cercato di imbrogliarlo (usando un tavolo non esattamente orizzontale per falsare la pesata della bilancia). In cambio del proprio silenzio, Lawrence ottiene dal mercante fraudolento un prestito in armature pari al doppio della somma inizialmente pattuita per l'acquisto del pepe, prestito che potrà poi essere estinto grazie alla vendita delle stesse armature a Ruvenheigen, dove la domanda è alta. Lawrence e Holo si rimettono quindi in viaggio, ma durante la strada sono costretti ad una deviazione a causa della presenza, sul sentiero principale, di una banda di mercenari, avventurandosi così nei territori dove si dice dimori lo stregone domatore di lupi. |                  |         |
| 9       | Il lupo e le pecore del pastore 「狼と羊飼いの子羊」 - Ōkami to hitsujikai no kohitsuji | 27 febbraio 2008 |         |
| 9       | Lungo il viaggio verso Ruvenheigen Lawrence e Holo si imbattono proprio nel fantomatico stregone, che si rivela essere in realtà la giovane Nora Arendt, una pastorella al servizio della chiesa. Ignara della vera natura di Holo, Nora si offre di scortare i due fino in città e di proteggerli dai lupi che infestano la zona in cambio di un piccolo compenso, e nonostante la naturale diffidenza di Holo, dettata dalla rivalità atavica tra lupi e pastori, Lawrence decide infine di assumerla. Durante il viaggio Nora dimostra di avere un grande talento come pastore, grazie soprattutto alla fidata compagnia del suo cane Enek, abilità che tuttavia le ha valso proprio la nomea di strega. Arrivati in città, le strade dei tre si dividono, con Lawrence che, dopo essersi accorto di una strana atmosfera che gravita attorno al mercato cittadino delle armature, si dirige assieme alla sua compagna alla sede della gilda di cui fa parte, la Gilda Mercantile Rowen. |                  |         |
| 10      | Il lupo e la situazione ingarbugliata 「狼と渦巻く陰謀」 - Ōkami to uzumaku inbō | 5 marzo 2008     |         |
| 10      | Dopo essersi incontrato con Jacob, il direttore della locale sede della Gilda Rowen, Lawrence si reca alla compagnia Lemerio per vendere le sue armature, ma una volta qui scopre con orrore che il mercato delle armature è appena crollato, e pertanto si ritrova con in mano merce senza nessun valore. Ciò tuttavia non cancella il debito che Lawrence si era precedentemente accollato per poterle comprare, e se non riuscirà ad estinguerlo entro due giorni la compagnia Lemerio, cui il debito è stato venduto dalla compagnia Latpearon, si rifarà sulla sua gilda, ma in ogni caso la sua reputazione ne uscirà distrutta e lui sarà costretto a dichiarare bancarotta. Dopo aver venduto ad un prezzo stracciato le armature in suo possesso Lawrence tenta disperatamente di trovare qualche mercante disposto a prestargli dei soldi, ricevendo però soltanto porte chiuse in faccia. Quando poi si rende conto di come le rimostranze dei suoi colleghi siano dovute in larga parte alla relazione, ritenuta sconveniente (in quanto non formalizzata da un vincolo matrimoniale) tra lui e Holo, i due hanno un violento diverbio, con Holo che stizzita lo abbandona in mezzo alla strada tornandosene in albergo. |                  |         |
| 11      | Il lupo e il piano alternativo 「狼と最大の秘策」 - Ōkami to saidai no hisaku | 12 marzo 2008    |         |
| 11      | Dopo un giorno speso a tentare, senza molto successo, di ottenere prestiti dagli altri mercanti, Lawrence torna affranto in albergo, dove dopo essersi chiarito con Holo in seguito alla loro litigata matura l'unica soluzione possibile in grado di tirarlo fuori dai guai: contrabbandare oro in città aggirando i vincoli doganali imposti dalla chiesa. Si tratta però di un piano che comporta altissimi rischi, e che loro soli non hanno i mezzi per mettere in pratica, così si rivolgono per aiuto proprio alla compagnia Lemerio, anch'essa sull'orlo del fallimento, il cui direttore, messo di fronte alla scelta fra riscuotere un debito comunque insufficiente a salvare la compagnia e impegnare quel poco che gli è rimasto per contrabbandare l'oro sceglie infine di assecondare la proposta dei due mercanti. Nel piano viene coinvolta anche Nora che, mossa anche dalla consapevolezza di come la chiesa stia cercando di accusarla di stregoneria per mandarla al rogo, accetta di collaborare in cambio di una parte dei profitti: l'idea di Lawrence prevede infatti di nascondere l'oro contrabbandato dalla vicina Lamtra nello stomaco delle pecore di Nora, in modo da evitare i controlli doganali e farlo entrare a Ruvenheigen proprio sotto il naso delle guardie. |                  |         |
| 12      | Il lupo e il branco di cuccioli 「狼と若僧の群れ」 - Ōkami to Wakazō no Mure | 19 marzo 2008    |         |
| 12      | Lawrence, Holo e Nora lasciano Ruvenheigen assieme a Marten, un altro membro della compagnia Lemerio, diretti a Lamtra; durante il tragitto nella foresta il gruppo viene attaccato dai lupi, tenuti a bada da Nora ed Enek, ma quando, acquistato l'oro a Lamtra, la carovana prende la via del ritorno, gli animali tornano alla carica, guidati stavolta dal maschio alfa. Mentre Marten e Nora, su consiglio di Lawrence, proseguono il cammino, Holo si offre di andare a parlamentare coi lupi, con lo stesso Lawrence che troppo preoccupato per lasciarla da sola decide di rimanere indietro ad aspettarla. Rimasto solo, però, il mercante viene assalito, legato e abbandonato al suo destino dai sicari di Lemerio, che ha deciso di tradirli e tenere il frutto del contrabbando per sé. |                  |         |
| 13      | Il lupo e una nuova partenza 「狼と新たな旅立ち」 - Ōkami to arata na tabidachi | 26 marzo 2008    |         |
| 13      | Lawrence riesce a liberarsi dalle corde e a ricongiungersi ad Holo, che tuttavia rifiuta di rivelare come sia stata costretta ad umiliarsi pur di ottenere il perdono dei lupi. Informata del tradimento di Lemerio, Holo assume la sua forma di lupo, quindi i due si mettono all'inseguimento della carovana, avendo capito che i contrabbandieri intendono uccidere anche Nora per tenersi tutto l'oro e non lasciare testimoni del loro operato. La carovana viene raggiunta poco prima dell'arrivo a Ruvenheigen, con Holo che, rivelata la propria identità anche a Nora, massacra tutti i contrabbandieri con l'eccezione di Marten, il quale rivela come Lemerio avesse progettato di tradirli fin dall'inizio, in quanto l'oro che la sua compagnia era in grado di comprare e contrabbandare era molto meno di quanto pattuito, il che gli avrebbe impedito di dare a Lawrence, Holo e Nora la loro parte di guadagno. Forte di queste informazioni, Lawrence ricatta Lemerio, cui concede di fare libero uso dell'oro contrabbandato per salvare la sua compagnia dalla bancarotta in cambio dell'azzeramento del debito di Lawrence e del pagamento, sotto forma di mutuo decennale, di 400 Lumioni d'oro alla Gilda Rowen. Quindi, dopo aver rassicurato Holo sui sentimenti che prova per lei, i due si preparano a ripartire. |                  |         |

#### Episodi seconda stagione
| Nº      | Titolo italiano (traduzione letterale) Giapponese 「Kanji」 - Rōmaji                                   | In onda           | In onda |
| Nº      | Titolo italiano (traduzione letterale) Giapponese 「Kanji」 - Rōmaji                                   | Giapponese        |         |
| 0 (OAV) | Il lupo e la malinconia ambrata 「狼と琥珀色の憂鬱」 - Ōkami to Kohakuiro no Yūutsu                    | 30 aprile 2009    |         |
| 1       | Il lupo e la spaccatura improvvisa 「狼とふとした亀裂」 - Ōkami to futoshita kiretsu                   | 9 luglio 2009     |         |
| 2       | Il lupo e la calma prima della tempesta 「狼と嵐の前の静寂」 - Ōkami to arashi no mae no seijaku       | 16 luglio 2009    |         |
| 3       | Il lupo e il divario incolmabile 「狼と埋まらない溝」 - Ōkami to umaranai mizo                         | 23 luglio 2009    |         |
| 4       | Il lupo e il risultato di una vuota astuzia 「狼と浅知恵の末路」 - Ōkami to asadie no matsuro          | 30 luglio 2009    |         |
| 5       | Il lupo, la speranza e la disperazione 「狼と希望と絶望」 - Ōkami to kibō to zetsubō                   | 6 agosto 2009     |         |
| 6       | Il lupo e il dio affidabile 「狼と信ずべき神」 - Ōkami to shinzubeki kami                              | 13 agosto 2009    |         |
| 7       | Il lupo e una giornata di relax 「狼と戯れの日々」 - Ōkami to tawamure no hibi                         | 20 agosto 2009    |         |
| 8       | Il lupo e il viaggiatore dal fascino misterioso 「狼と蠱惑的な旅人」 - Ōkami to kowakuteki na tabibito | 27 agosto 2009    |         |
| 9       | Il lupo e il patto selvaggio 「狼と無謀な商談」 - Ōkami to mubō na shōdan                              | 3 settembre 2009  |         |
| 10      | Il lupo e il sorriso solitario 「狼と孤独な微笑み」 - Ōkami to kodoku na hohoemi                       | 10 settembre 2009 |         |
| 11      | Il lupo e la determinazione dell'addio 「狼と別れの決意」 - Ōkami to wakare no ketsuri                 | 17 settembre 2009 |         |
| 12      | Il lupo e le lacrime senza fine 「狼ととめどなき涙」 - Ōkami to tomedonaki namida                      | 24 settembre 2009 |         |

#### Episodi prima stagione (remake)
| Nº | Titolo italiano Giapponese 「Kanji」 - Rōmaji | In onda           | In onda |
| Nº | Titolo italiano Giapponese 「Kanji」 - Rōmaji | Giapponese        |         |
| 1  | La festa del raccolto e una cassetta stretta 「収穫祭と狭くなった御者台」 - Shūkaku-sai to semaku natta gyosha-dai                                       | 1º aprile 2024    |         |
| 2  | Il lupo burlone e uno scherzo che non fa ridere 「いたずら狼と笑えない冗談」 - Itazura ōkami to waraenai jōdan                                           | 8 aprile 2024     |         |
| 3  | La città portuale e una dolce tentazione 「港町と甘い誘惑」 - Minatomachi to amai yūwaku                                                                 | 15 aprile 2024    |         |
| 4  | Il mercante sognatore e un addio al chiaro di luna 「夢見がちな商人と月明り別れ」 - Yumemi ga china shōnin to tsuki-akari wakare                         | 22 aprile 2024    |         |
| 5  | La personificazione del lupo e gli agnelli obbedienti 「狼の化身と従順な子羊」 - Ōkami no kenshin to jūjun na kohitsuji                                  | 29 aprile 2024    |         |
| 6  | Il mercante e la divinità irragionevole 「商人と理不尽な神」 - Shōnin to rifujin na kami                                                                 | 6 maggio 2024     |         |
| 7  | La bilancia di Dio e la strega delle praterie 「神の天秤と草原の魔術師」 - Kami no tenbin to sōgen no majutsushi                                         | 13 maggio 2024    |         |
| 8  | La compagna di viaggio e una notizia infausta 「旅の道連れと不吉な知らせ」 - Tabi no michidzure to fukitsu-na shirase                                    | 20 maggio 2024    |         |
| 9  | Dolce miele e amare armature 「甘いの蜜と苦いの鎧」 - Amai no mitsu to nigai no yoroi                                                                    | 27 maggio 2024    |         |
| 10 | La saggezza del lupo e la persuasione del mercante 「狼の知恵と商人の口車」 - Ōkami no chie to shōnin no kuchiguruma                                     | 3 giugno 2024     |         |
| 11 | La foresta dei lupi e la gelida pioggia 「狼の森と凍てつく雨」 - Ōkami no mori to itetsuku ame                                                           | 10 giugno 2024    |         |
| 12 | Il prezzo del tradimento e il prezzo dell'oro 「裏切りの代価と黄金の代価」 - Uragiri no daika to ōgon no daika                                           | 17 giugno 2024    |         |
| 13 | Cena in tre e pomeriggio in due 「三人の晩餐と二人の午後」 - Sannin no bansan to futari no gogo                                                          | 24 giugno 2024    |         |
| 14 | Una nuova città e la nostalgia di casa 「新しいの町と望郷の思い」 - Atarashī no machi to bōkyō no omoi                                                   | 1º luglio 2024    |         |
| 15 | Piume d'uccello e un misterioso minerale 「鳥の羽と不思議な鉱石」 - Tori no hane ro fushigina kōseki                                                     | 8 luglio 2024     |         |
| 16 | La notte della sagra e l'incidente di percorso 「祭りの夜と狂ったの歯車」 - Matsuri no yoru to kurutta no haguruma                                       | 15 luglio 2024    |         |
| 17 | La superficialità del mercante itinerante e la fama di quello di città 「行商人の浅知恵と町商人の看板」 - Gyōshōnin no asadjie to machi shōnin no kanban | 22 luglio 2024    |         |
| 18 | Un carico di risolutezza e la determinazione nel negoziato 「決意の積荷と覚悟交渉」 - Ketsui no tsumini to kakugo no kōshō                               | 29 luglio 2024    |         |
| 19 | La mano invisibile della divinità e il cuore celato del lupo 「見えざる神の手と見えざる狼の心」 - Miezareru kami no te to miezareru ōkami no kokoro      | 12 agosto 2024    |         |
| 20 | La ragazza di Chiesa e il mugnaio 「教会の少女と粉挽きの少年」 - Kyōkai no shōjo to konahiki no shōnen                                                   | 19 agosto 2024    |         |
| 21 | Il villaggio eretico e il contratto del parroco 「異端の村と司祭の契約」 - Itan no mura to shisai no keiyaku                                             | 26 agosto 2024    |         |
| 22 | Gli insegnamenti della Chiesa e i ricordi del padre 「教会の教えと父の記憶」 - Kyōkai no oshie to chichi no kioku                                        | 2 settembre 2024  |         |
| 23 | L'incidente orchestrato e la giusta punizione 「仕組まれた災禍としかるべき報い」 - Shikumareta saika to shikarubeki mukui                                | 9 settembre 2024  |         |
| 24 | La via della divinità serpentina e la risposta del saggio lupo 「蛇神の道と賢狼の答え」 - Hebigami no michi to kenrō no kotae                            | 16 settembre 2024 |         |
| 25 | La destinazione del miracolo e la strada da intraprendere 「奇跡の行方と続くの旅路」 - Kiseki no yukue to tsudzuku no tabiji                             | 23 settembre 2024 |         |

### Visual novel
ASCII Media Works ha prodotto due visual novel per il Nintendo DS di tipo dating sim e manageriale, prima Spice and Wolf: Holo's and My One Year (狼と香辛料 ボクとホロの一年?, Ōkami to kōshinryō boku to Horo no ichinen), poi Spice and Wolf: The Wind that Spans the Sea (狼と香辛料 海を渡る風?, Ōkami to kōshinryō umi o wataru kaze)..

## Sequel

### Light novel
Una serie di light novel è stata pubblicata come sequel della serie principale con il titolo di Spice and Wolf New Theory: Parchment and Wolf (新説 狼と香辛料 狼と羊皮紙?, Shinsetsu ōkami to kōshinryō: ōkami to yōhishi) a partire dal 10 settembre 2016.
| Nº | Data di prima pubblicazione | Data di prima pubblicazione | Data di prima pubblicazione |
| Nº | Giapponese                  | Giapponese                  |                             |
| -- | --------------------------- | --------------------------- | --------------------------- |
| 1  | 10 settembre 2016           | ISBN 978-4-04-892356-9      |                             |
| 2  | 10 marzo 2017               | ISBN 978-4-04-892754-3      |                             |
| 3  | 8 settembre 2017            | ISBN 978-4-04-893338-4      |                             |
| 4  | 9 marzo 2019                | ISBN 978-4-04-912201-5      |                             |
| 5  | 9 maggio 2020               | ISBN 978-4-04-912452-1      |                             |
| 6  | 10 marzo 2021               | ISBN 978-4-04-913624-1      |                             |
| 7  | 10 dicembre 2021            | ISBN 978-4-04-914040-8      |                             |
| 8  | 10 agosto 2022              | ISBN 978-4-04-914460-4      |                             |
| 9  | 7 luglio 2023               | ISBN 978-4-04-915146-6      |                             |
| 10 | 10 aprile 2024              | ISBN 978-4-04-915558-7      |                             |
| 11 | 10 settembre 2024           | ISBN 978-4-04-915802-1      |                             |
| 12 | 10 aprile 2025              | ISBN 978-4-04-916183-0      |                             |

### Manga
Una serie manga è stata tratta dalla light novel sequel della storia principale. Il primo tankōbon è stato pubblicato dalla Kadokawa il 27 dicembre 2019 e al 24 ottobre 2020 ne sono stati messi in vendita in tutto due. In Italia, il manga è stato annunciato da Panini Comics durante il Lucca Comics del 2020; la serie è poi stata pubblicata a partire dal 21 gennaio 2021.
| Nº | Data di prima pubblicazione | Data di prima pubblicazione | Data di prima pubblicazione | Data di prima pubblicazione |
| Nº | Giapponese                  | Giapponese                  | Italiano                    | Italiano                    |
| -- | --------------------------- | --------------------------- | --------------------------- | --------------------------- |
| 1  | 27 dicembre 2019            | ISBN 978-4-04-912934-2      | 21 gennaio 2021             | ISBN 978-88-912-9776-1      |
| 2  | 24 ottobre 2020             | ISBN 978-4-04-913423-0      | 22 aprile 2021              | ISBN 978-88-912-9901-7      |